# Ibrahim Namo Ibrahim
Ibrahim Namo Ibrahim (* 10. Oktober 1937 in Telkaif) ist ein irakischer Geistlicher und emeritierter Bischof von Saint Thomas the Apostle of Detroit.

## Leben
Ibrahim Namo Ibrahim empfing am 30. Dezember 1962 die Priesterweihe.
Papst Johannes Paul II. ernannte ihn am 11. Februar 1982 zum Apostolischen Exarchen der Vereinigten Staaten von Amerika und Titularbischof von Anbar dei Caldei. Die Bischofsweihe spendete ihm der Patriarch von Babylon, Paul II. Cheikho, am 7. März desselben Jahres; Mitkonsekratoren waren Emmanuel Delly, Weihbischof in Babylon, Georges Garmou, Erzbischof von Mosul, Stéphane Babaca, Erzbischof von Erbil, Stéphane Katchou, Erzbischof von Bassora, Abdul-Ahad Sana, Bischof von Alquoch und Abdul-Ahad Rabban OAOC, Bischof von Aqra.
Mit der Erhebung der Apostolischen Exarchats zur Eparchie am 3. August 1985 wurde er zum ersten Bischof von Saint Thomas the Apostel of Detroit ernannt.
Papst Franziskus nahm am 3. Mai 2014 seinen altersbedingten Rücktritt an.